# 小行星2566
小行星2566（2566 Kirghizia）是一颗围绕太阳公转的小行星。1979年3月29日，尼古拉·切爾尼赫在克里米亚发现了此天体。
該小行星以中亞國家吉爾吉斯命名。
这颗小行星的绝对星等为78.6195825294709等。